# Nić końcowa (embriologia)
Nić końcowa, filament terminalny – struktura wchodząca w skład  owarioli owadów. 
Nici końcowe łączą się z sobą, tworząc więzadło, którego zadaniem jest zaczepienie jajnika w ciele tłuszczowym samicy.